# Віт Неєдли
Віт Неєдли (чеськ. Vít Nejedlý; 22 червня 1912 року, Прага — 2 січня 1945 року, Кросно, Польща) — чеський композитор, диригент, редактор і музикознавець. Засновник і перший художній керівник ансамблю чехословацьких військових підрозділів в СРСР. Син музикознавця і комуністичного політика Зденека Неєдли.
Вступив у 1931 до Карлового університету в Празі, вивчав спершу математику і фізику, потім філософію і естетику (в тому числі у Яна Мукаржовського). У той же час з 1929 займався композицією під керівництвом Отакара Єреміаша. З 1934 навчався диригування у Вацлава Таліха у Вищій школі Празької консерваторії. У 1936 році захистив дисертацію по музикознавству на тему «Початки сучасної чеської гармонії» (Počátky moderní české harmoniky).
З 1934 року працював другим хормейстером в одному з празьких хорів, з 1936 репетитор в театрі в Оломоуці, працював з оперними та балетними спектаклями. Написав музику до вистави «Пікова дама» за однойменним твору А. С. Пушкіна. У 1937 дебютував як диригент з Симфонічним оркестром радіо Брно.
Після гітлерівської окупації Чехословаччини з 1939 року жив у Москві. У 1940—1943 рр. (З перервою на кілька місяців евакуації в Прокоп'євськ) — музичний редактор Всесоюзного радіо в Москві. Був прийнятий до Спілки композиторів СРСР. Одружився з чеською співачкою Штефою Петровою, працювала в СРСР.
У 1943 відправився в Новохоперськ, де Людвік Свобода займався формуванням 1-ї окремої чехословацької піхотної бригади у складі радянських збройних сил: Віту Неєдли було доручено створення в складі бригади армійського музичного ансамблю. Виступав з ансамблем на фронті перед солдатами. В останній раз керував виступом ансамблю 11 грудня 1944 року під час боїв на Дуклянському перевалі, після чого був відправлений у військовий госпіталь з черевним тифом і незабаром помер. Похований за місцезнаходженням госпіталю в польському місті Кросно.